# Elisabeth Scheller
Elisabeth Scheller, född 1977 i dåvarande Östtyskland, är en tysk forskare som har specialiserat sig på kildinsamiska. Hon är språkforskare (lingvist) med specialisering i sociolingvistik och revitaliseringsforskning vid Universitetet i Tromsø. Vid sidan av sin forskning har hon ägnat sig åt förmedlingen av samernas kultur och tagit del i revitaliseringsprojekt av de samiska språken i Ryssland.

## Forskning och offentlig verksamhet
Scheller studerade nordistik vid Humboldt-Universität zu Berlin från 1997 till 2000 och samiska vid Umeå universitet från 2000 till 2005. År 2004 skrev hon sin D-uppsats om kolasamernas språksituation och tog masterexamen 2005. Sedan dess har hon fördjupat sig i ämnet, arbetat med lingvistisk dokumentationen av samiska språk i Ryssland och publicerat en rad vetenskapliga och populärvetenskapliga artiklar. Mellan 2008 och 2014 var hon redaktör för skriftserien Kleine saamische Schriften (tillsammans med Michael Rießler). Scheller är också redaktör för en kildinsamisk-rysk ordbok utkommen 2014 och har arbetat på en ordbok från ryska till kildinsamiska sedan 2011. Den digitala versionen som översätter från och till kildinsamiska är tillgänglig sedan 2021.
Scheller är verksam vid Universitetet i Tromsø sedan 2008. Hon har medverkat i Aleksandra Antonovas översättningar av barnböckerna om Pippi Långstrump och Matteusevangeliet till kildinsamiska. Som lingvist har hon genomfört en studie om partitiv i kildinsamiska och kritiserat den tidigare forskningen om frågan. Som debattör diskuterar hon etiska frågor runt sitt eget forskningsfält.